# Le avventure di Arsenio Lupin
Le avventure di Arsenio Lupin (Les aventures d'Arsène Lupin) è un film del 1957 diretto da Jacques Becker, tratto dalla celebre serie di romanzi di Maurice Leblanc.
Nel 1959 ne è stato prodotto un seguito: Il ritorno di Arsenio Lupin, diretto da Yves Robert.

## Trama
Il film si compone di quattro episodi. Nel primo episodio, Lupin si presenta nell'abitazione del Presidente del Consiglio, sotto l'identità di un diplomatico italiano e, grazie a un'interruzione del gas causata dai suoi complici e al black-out che ne consegue, ruba un dipinto di Leonardo da Vinci e un altro di Botticelli. Lascia poi il proprio biglietto sotto un terzo dipinto attribuito a Michelangelo, indicando anche che si tratta di un falso. È durante questa serata che Lupin incontra e seduce l'affascinante aristocratica tedesca Mina von Kraft. Nel secondo episodio, Lupin, travestito da ricco viticoltore, si reca in una gioielleria dove finge di non essere in grado di scegliere i gioielli che vuole regalare alla figlia per il suo matrimonio. Invita, dunque, i gioiellieri a recarsi al suo albergo in modo che possa decidere insieme alla ragazza. Quando arrivano i gioiellieri, li fa entrare in una delle due stanze della sua suite ed esamina i gioielli ma poi, con un abile trucco e con l'involontaria complicità di Léontine, la manicure dell'albergo, se ne impossessa. In seguito a quanto accaduto, la giovane perde il lavoro all'hotel e viene anche indagata dalla polizia. Lupin, però, interviene per risarcirla con 50 luigi d'oro e le trova un posto presso un rinomato parrucchiere al Palais-Royal. Proprio lì si reca il giorno successivo sotto la sua identità pubblica, quella di André Laroche, uomo famoso a Parigi, proprietario di cavalli e amico di personalità influenti ma viene riconosciuto dalla giovane che lo denuncia alla polizia. Tutto, però, si conclude con un nulla di fatto quando il poliziotto che lo dovrebbe arrestare si rende conto dell'importante persona con cui ha a che fare.
Nel frattempo, Mina, stretta consigliera dell'imperatore tedesco Guglielmo II, riconosce Lupin in una foto pubblicata su un giornale tedesco dopo la vittoria di uno dei suoi cavalli da corsa. Il Kaiser, informato di ciò e desideroso di incontrare Lupin, lo fa rapire a Parigi e lo accoglie in una delle sue residenze estive. Qui Lupin ha la possibilità di fare sfoggio della sua conoscenza dei cavalli e di godere del fascino della deliziosa Mina. Il vero obiettivo del Kaiser nell'ospitare Lupin è, però, quello di testare la sicurezza di un nascondiglio segreto in cui intende nascondere documenti estremamente riservati. Sfida, pertanto, Lupin a scoprirlo. Lupin ci riesce ma decide di non rivelarlo al Kaiser ed, inoltre, approfitta della situazione per rubare un milione di marchi dalla sua cassaforte, prima di fuggire a cavallo. Quando il Kaiser scopre il furto, si consola pensando che il suo nascondiglio segreto è rimasto inviolato. Il film si conclude con una scena ambientata al Maxim's dove si trova anche Mina e un maharajah che sfoggia il suo diamante più bello sul turbante e che Lupin, travestito da cameriere, ruba, prima di fare l'occhiolino a Mina.

## Produzione
Rifacimento de I denti della tigre di Chester Withey del 1919, il film rappresenta una coproduzione italofrancese.

## Distribuzione
Il film uscì in Francia il 22 marzo 1957 distribuito dalla Gaumont, e in Italia il 15 novembre dello stesso anno da Cei-Incom.

## Accoglienza

### Critica
(Mario Gromo, La Stampa, 15 novembre 1957)